# Ochyrocera subparamera
Ochyrocera subparamera là một loài nhện trong họ Ochyroceratidae. Loài này phân bố ở Venezuela.